# Latrinolyckan i Erfurt

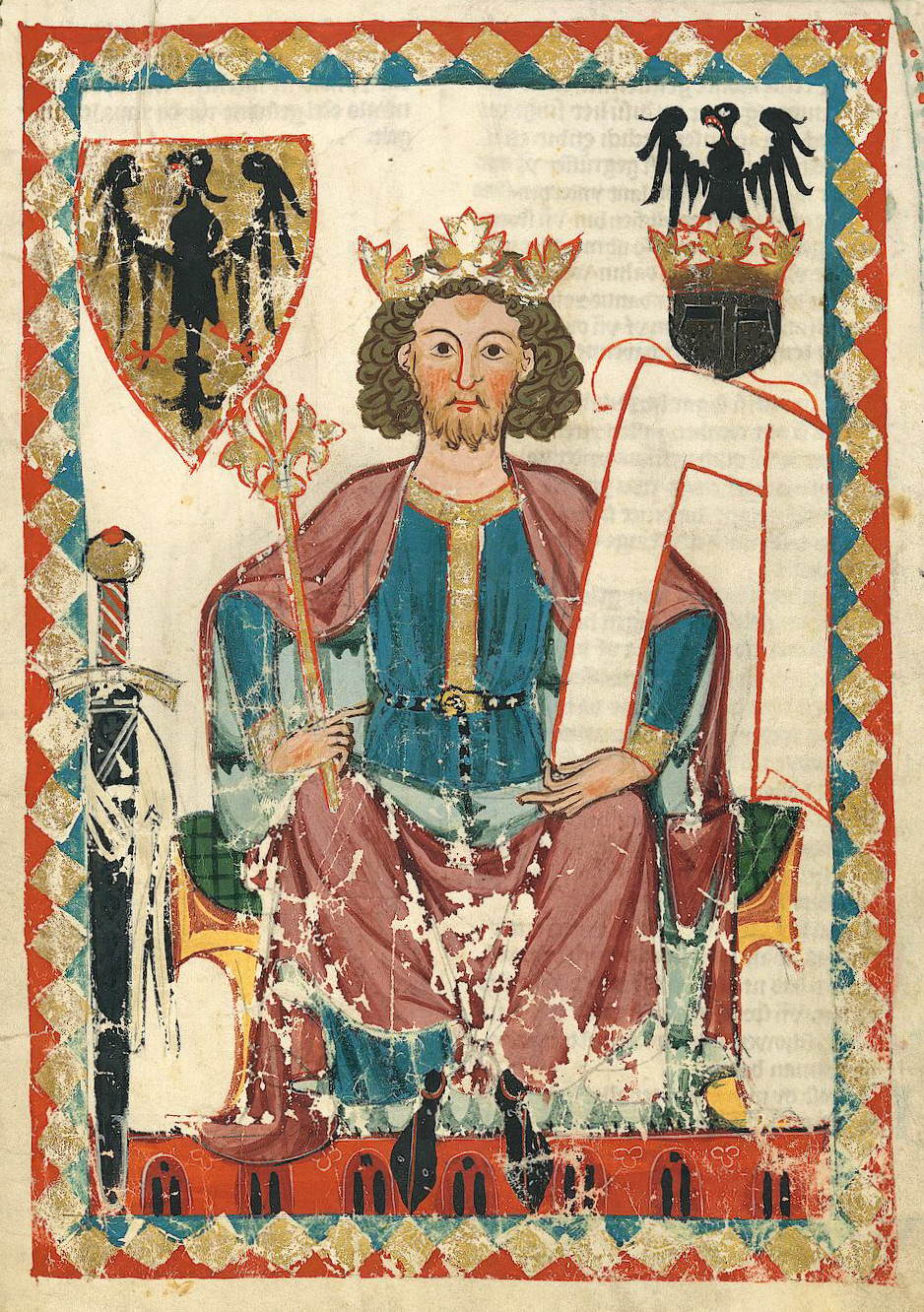
Kejsar Henrik VI överlevde olyckan (illustration från Codex Manesse).

Latrinolyckan i Erfurt (tyska: Erfurter Latrinensturz) inträffade den 26 juli 1184, när kung Henrik VI höll hov i domprosthuset i Erfurt. Byggnadens golv kollapsade och flera adelsmän föll ner i latrinavloppet under bottenvåningen. Cirka 60 furstar, adelsmän och riddare drunknade därmed i flytande avföring. På tyska är olyckan känd som Erfurter Latrinensturz.

## Bakgrund
Lantgreve Ludwig III av Thüringen och ärkebiskop Konrad av Mainz hade legat i fejd med varandra sedan Henrik Lejonets nederlag år 1181. Tvisten förvärrades till den grad att kung Henrik VI (senare kejsare av tysk-romerska riket) tvingades ingripa medan han reste genom regionen under ett militärt fälttåg mot Polen. Henrik kallade till riksdag i Erfurt för att medla mellan de trätande. Han bjöd också in ett antal andra personer till förhandlingarna.

## Latrinolyckan
Adelsmän från hela det tysk-romerska riket var inbjudna, och mötet hade sannolikt fler än hundra deltagare. Just när mötet började brast det gamla och förmodligen ruttna trägolvet på andra våningen under påfrestningen, och folk föll genom första våningen ner i latrinen i källaren. Samtida källor talar om ett 60-tal dödsfall. Majoriteten drunknade i avföringen eller kvävdes av ångorna; andra dödades av fallande balkar och stenar.
Bland de döda fanns greve Gozmar III av Ziegenhain, greve Friedrich I av Abenberg, borggreve Fredriech av Kirchberg, greve Henrik I av Schwarzburg, borggreve Burchard av Wartburg och Beringer av Meldingen. Kung Henrik sades ha överlevt tack vare att han satt i en alkov med stengolv. Han räddades senare med stegar. 